# Neunte Kompanie
Neunte Kompanie (alternativ Die neunte Kompanie, russisch 9 рота) ist ein Film von Fjodor Bondartschuk aus dem Jahr 2005. Der Film handelt von der Ausbildung sowie dem Kriegseinsatz der sowjetischen Neunten Kompanie der Luftlandetruppen, die in Afghanistan im Kampf gegen die Mudschaheddin im Einsatz ist.

## Handlung
Der Film beginnt 1988 vor dem Hintergrund der bereits neun Jahre andauernden Sowjetischen Intervention in Afghanistan zwischen der Sowjetunion und den Mudschaheddin, die gegen die Errichtung eines sozialistischen und von der Sowjetunion unterstützten Staates in Afghanistan ankämpfen.
Die Handlung lässt sich grob in zwei Teile gliedern: Teil 1 zeigt junge Rekruten, die zum Kampfeinsatz in Afghanistan durch den brutalen Drill ihres Ausbilders – ein durch den Krieg tief geprägter und traumatisierter Afghanistan-Veteran – im usbekischen Ferghanatal zu Soldaten ausgebildet werden. Die Soldaten, die sich zunächst untereinander nicht verstehen, entwickeln während der Ausbildung ein Gefühl der Kameradschaft.
In Teil 2 der Handlung werden die Rekruten schließlich nach Afghanistan entsandt; einige von ihnen werden der „Neunten Kompanie“ zugeteilt. Schon bei ihrer Ankunft am Flugplatz Bagram werden die Neuankömmlinge ein erstes Mal mit der Grausamkeit des Krieges konfrontiert, als ein Flugzeug voller Heimkehrer kurz nach dem Start von einer Rakete getroffen und zerstört wird. Die anschließende Zeit verbringen sie hauptsächlich mit Patrouillen, der Eskorte und Sicherung von Nachschub sowie kleineren Gefechten mit vereinzelten Mudschaheddin.
Als sie schließlich eine entlegene Anhöhe sichern sollen, wird das Lager von Mudschaheddin angegriffen. Im Verlauf des stundenlangen Kampfes reißt der Funkkontakt zur Basis ab, und das Lager wird schließlich überrannt. Die Verstärkung in Form von Mi-24-Kampfhubschraubern trifft erst ein, als nur noch ein Soldat verblieben ist. Der Kommandant erklärt diesem letzten Überlebenden, dass der Funkkontakt abgebrochen sei, weil die sowjetische Armee sich aus Afghanistan zurückziehe und der Krieg damit zu Ende sei. Der Überlebende bricht daraufhin zusammen. In den letzten Szenen, in denen der überlebende Soldat über den Umbruch der Sowjetunion, die Verlegung seines Ausbildungslagers und den Verfall der Garnisonsstadt sinniert, wird klar, dass man die Neunte Kompanie auf der Anhöhe während des überstürzten Rückzugs aus Afghanistan vergessen hatte, deshalb wurde sie verspätet abgezogen.

## Rezeption
Vom Publikum wurde der Film sehr positiv aufgenommen. Er erzielte auch kommerziell einen außergewöhnlichen Erfolg. Bereits in den ersten fünf Tagen spielte er 7,7 Millionen Dollar Einnahmen ein. Von Veteranenverbänden wurde der Film dafür kritisiert, dass er die wahren Ereignisse während der Schlacht der neunten Kompanie um die Höhe 32/34 verzerre. So wurden von 39 Soldaten der Kompanie in Wahrheit 6 getötet und 28 verwundet, während im Film alle bis auf einen sterben.

## Fakten der Schlacht um Hügel 3234
Die Schlacht um Hügel 3234 begann anders als im Film am Vortag um 15:30 Uhr und dauerte bis zum Morgen des 8. Januar 1988 an, während der Angriff im Film erst am frühen Morgen des 8. Januar beginnt. Ebenso bestand durchgehend Funkkontakt während der rund 20-stündigen Schlacht zum Hauptquartier der 40. Armee; diese schickte so weit wie möglich Unterstützung in Form von schwerer Artillerie, wobei ein Leutnant per Funk die Ziele von feindlichen schweren MG- und Mörser-Stellungen durchgab. Zudem schickte man Munition sowie einige Angehörige der 345. Luftlandedivision per Helikopter und transportierte die Verwundeten dabei ab.
Die Artillerie bewahrte die Anhöhe davor überrannt zu werden, und die Angreifer zogen sich nach massiven Verlusten am Vormittag des 8. Januar zurück, ohne ihr Ziel, die Eroberung der Anhöhe, erreicht zu haben. Nur durch die Unterstützung durch das Hauptquartier war es der 9. Kompanie möglich, rund 200 der 250 Angreifer zu töten, bei sechs eigenen Toten und 28 Verwundeten. Die Anhöhe 3234 blieb bis Kriegsende unter sowjetischer Kontrolle und wurde erst aufgegeben, als sich die letzten sowjetischen Einheiten aus der Region zurückgezogen haben. Dafür erhielten alle überlebenden Mitglieder der 9. Kompanie mehrere hohe Auszeichnungen, zwei der Gefallenen wurden posthum als „Held der Sowjetunion“ ausgezeichnet.

## Auszeichnungen
2006 wurde der Film mit dem Goldenen Adler der Russischen Akademie für Filmkunst ausgezeichnet. Der Film wurde bei der Oscarverleihung 2006 als bester ausländischer Film vorgeschlagen, jedoch nicht nominiert.